# Zankoku na tenshi no these
The Cruel Angel’s Thesis, A Cruel Angel’s Thesis
Singles de Yōko Takahashi
Moonlight Epicurian
(1994) Meguri ai
(1996)
Singles de Yōko Takahashi
Moonlight Epicurian
(1994) Meguri ai
(1996)
Singles de Yōko Takahashi
Kizu Darake no Yume
(2008) Doukoku he no Monologue
(2010)
Singles de Yōko Takahashi
Welcome to the stage!
(2017) Zankoku na tenshi no these Matsuri Spirit
(2019)
Singles de Yōko Takahashi
Zankoku na tenshi no these/Tamashii no refrain
(2018)
Zankoku na tenshi no these (japonais : 残酷な天使のテーゼ, Zankoku na tenshi no tēze, litt. « La thèse de l’ange cruel »), également connu sous le titre international officiel en anglais : The Cruel Angel’s Thesis,, est une chanson de J-pop interprétée par la chanteuse japonaise Yōko Takahashi. La chanson, composée pour être le générique de la série télévisée anime Neon Genesis Evangelion, est sortie en single le 25 octobre 1995, en double face A avec Fly Me to the Moon, le générique de fermeture. Composée par Toshiyuki Ōmori et Hidetoshi Satō sur des paroles de Neko Oikawa, elle a été incluse dans les albums de bande-son de l’anime (en commençant par le premier, Neon Genesis Evangelion: Original Soundtrack 1) et Li-La, le sixième album de Takahashi,.
Les critiques musicaux et le public ont bien accueilli la chanson, qui est devenue au fil du temps l’une des chansons japonaises les plus célèbres et une pierre angulaire de ce que l’on appelle les anisons, c’est-à-dire les chansons spécialement créées pour les séries anime. Des années plus tard, elle est également restée une chanson de karaoké japonaise populaire, remportant des sondages de popularité et des récompenses,. Sur Internet, avec sa vidéo officielle, Zankoku na tenshi no these a gagné en notoriété grâce à des interprétations et des parodies, qui ont consolidé sa renommée et en ont fait l’un des génériques les plus célèbres de l’histoire de l’animation.

## Production

### Genèse de la chanson et composition de l’accompagnement musical
Hideaki Anno, réalisateur de Neon Genesis Evangelion, a recommandé pendant la production d’utiliser un morceau de musique classique existant comme générique de la série. Son choix s’est d’abord porté sur les Danses polovtsiennes, extraites du deuxième acte de l’opéra Le Prince Igor du compositeur Alexandre Porfirievitch Borodine. La station de télévision TV Tokyo a rejeté la proposition, estimant qu’un tel morceau n’était pas adapté à la tâche ; une composition classique comme celle du Prince Igor aurait, selon les producteurs, été peu claire. Le studio Gainax a alors contacté Hidetoshi Satō et Toshiyuki Ōmori pour écrire un morceau inédit à la place du compositeur général de la bande son, Shirō Sagisu. Bien qu’il ne soit pas officiellement crédité, Toshimichi Ōtsuki, membre de King Records et producteur officiel de la série animée, s’est également chargé personnellement de l’arrangement, exigeant une chanson captivante. La musique a finalement été composée dans la tonalité de do mineur.

### Paroles
La rédaction des paroles a été confiée à Neko Oikawa ; c’est Ōtsuki lui-même qui lui a demandé d’écrire quelque chose de « philosophique » et d’utiliser un langage compliqué. Elle s’est particulièrement attardée sur les concepts clefs de « mère », « garçons et filles de quatorze ans » et « une femme adulte ». Oikawa, suivant les directives qu’elle a reçues, réalise les paroles en deux heures, après avoir reçu une connaissance superficielle de l’anime et sans avoir jamais rencontré Hidetoshi Satō : elle et son manager visionnent rapidement les deux premiers épisodes, les seuls produits à l’époque, ainsi qu’un document présentant le projet,. L’autrice a imaginé la figure d’une femme, d’une mère qui veut que son enfant ne devienne pas adulte, et a écrit un texte ambigu, avec une abondance de figures de rhétorique. Les paroles commencent par une voix de femme qui conseille à un jeune homme de se comporter comme un ange sans pitié, en l’encourageant par le cri « shin wa ni nare » (japonais : 神話になれ, litt. « deviens un mythe »). Pour la femme, le garçon est encore innocent et naïf, car il la regarde sans rien dire, en souriant ; elle l’invite doucement à se reposer, en disant :
« ずっと眠ってる私の愛の揺りかご、
あなただけが夢の使者に呼ばれる朝がくる。 »
— Neko Oikawa, Zankoku na tenshi no these

« En dormant longtemps dans le berceau de mon amour,
le matin vient où tu seras appelé par le messager des rêves. »
— Zankoku na tenshi no these
La femme, le rassurant sur le fait que leur rencontre a été en quelque sorte choisie par le destin, lui révèle que :
« その背中には遥か未来めざすための羽根があること。 »
— Neko Oikawa, Zankoku na tenshi no these

« Sur le dos, tu as des plumes qui te porteront vers l’avenir. »
— Zankoku na tenshi no these
Pour le titre, Oikawa a emprunté le mot allemand These (litt. « thèse ») en le translittérant en japonais (japonais : テーゼ, tēze), emprunté à la terminologie philosophique, plus particulièrement au domaine de la dialectique. Yahoo! Japan a noté comment le concept de thèse a été utilisé par Georg Wilhelm Friedrich Hegel, philosophe et représentant de l’idéalisme allemand. Pour le nom, l’autrice s’est également inspirée d’un manga de Moto Hagio alors en cours de publication, Zankoku na kami ga shihai suru, et a inséré le terme habituellement utilisé en japonais pour désigner les anges dans la mythologie judéo-chrétienne, en japonais : 天使, tenshi). Comme référence religieuse supplémentaire, la phrase Watashi wa sō jiyū o shiru tame no baiburu (私はそう自由を知るためのバイブル) a été ajouté aux paroles, qui signifie : « C’est avec la Bible que tu apprendras ce qu’est la liberté ». Au début, elle pensait terminer la chanson par la devise kyōki ni nare (en japonais : 凶器になれ), qui peut se traduire par « deviens une arme », ou, si elle est écrite avec les kanjis 狂気 (kyōki), elle peut se traduire par « deviens fou », mais la proposition a été mise de côté sur les conseils de TV Tokyo, qui a demandé un changement en shin wa ni nare (en japonais : 神話になれ), c’est-à-dire « deviens un mythe ». La fin à l’impératif a été conservée, gardant intacte l’idée d’une personne adulte s’adressant à un jeune garçon.
Pour Devin Meenan de Comic Book Resources, les paroles pourraient faire référence à Yui Ikari, la mère du personnage principal Shinji qui le protège pendant les événements de la série, ou à Misato Katsuragi, sa supérieure qui l’encourage à sortir de sa coquille. Kotono Mitsuishi, la doubleuse japonaise de Misato, a donné une interprétation similaire ; dans une interview, Mitsuishi a déclaré que la ligne « Même si je ne deviens jamais une déesse, je continuerai » (en japonais : 女神なんてなれないまま私は生きる, Megami nante narenai mama watashi wa ikiru) « lui a transpercé le cœur », estimant que « c’était la voix de Misato ».
Un chœur d’interlude avec les mots fariā (en japonais : ファリアー) et setamesō (en japonais : セタメソー) a également été inclus dans Zankoku na tenshi no these ; cependant, les mots d’interlude ne sont pas des mots d’une langue existante, et ont été créés par l’arrangeur Toshiyuki Ōmori. Le refrain a été chanté par Ōmori lui-même, Takahashi et son frère, Gō Takahashi,.

### Enregistrement
La chanteuse Yōko Takahashi, déjà connue pour avoir prêté sa voix à certains génériques de séries japonaises les années précédentes, a été contactée pour l’enregistrement ; au moment de l’enregistrement de la chanson, elle n’avait pas encore vu l’anime et n’avait reçu aucune information à ce sujet,. Ōmori avait terminé l’arrangement, bien que de manière approximative, et Takahashi a établi une piste temporaire en chantant la mélodie uniquement avec la syllabe « la ». Une fois les paroles définitives prêtes, il a été demandé à l’artiste, alors âgée de près de 30 ans, d’adopter un ton de voix plus enfantin, plus adolescent ; lorsqu’elle a reçu une démo de la base pour répéter, Takahashi a trouvé cela difficile, à la fois à cause du registre de langage choisi par Oikawa et du tempo très effréné,. Initialement, un chœur d’hommes était également prévu, mais Hideaki Anno l’a supprimé afin de mettre davantage l’accent sur le concept de maternité.

## Publication
Le 25 octobre 1995, Zankoku na tenshi no these est sorti en single dans deux versions différentes : dans la première, au prix de 1 049 yens, il était accompagné d’une chanson de Takahashi intitulée Tsuki no meikyū (en japonais : 月の迷宮, litt. « Le labyrinthe de la Lune ») ; la deuxième, au prix de 961 yens, comprenait également Fly Me to the Moon de Claire Littley, la chanson du générique de fermeture de la série. Cette version a été rééditée le 26 mars 2003, à l’occasion de la sortie de la Renewal Edition de Neon Genesis Evangelion. La chanson a également été ajoutée aux différents albums consacrés aux bandes-son de l’anime, à commencer par Neon Genesis Evangelion I, sorti le 22 novembre 1995 ; dans l’album suivant, Neon Genesis Evangelion II, sorti le 16 février 1996, la TV Size Version a été incluse, c’est-à-dire une version abrégée utilisée pour la diffusion sur TV Tokyo. La piste a ensuite été incluse dans d’autres publications, telles que le coffret spécial The Day of Second Impact (13 septembre 2000), Neon Genesis Evangelion: S² Works (sortis le 4 décembre 1998), Refrain of Evangelion (23 mai 2003), Neon Genesis Evangelion Decade (26 novembre 2005), A.T. EVA01 Reference CD (21 décembre 2007), Shin Godzilla vs. Evangelion Symphony (27 décembre 2017), Evangelion Finally, sorti en octobre 2020, et Neon Genesis Evangelion Soundtrack: 25th Anniversary Box, un coffret contenant différentes versions du générique.
La chanson a ensuite été ajoutée à plusieurs compilations et anthologies distinctes de la bande-son de la série, comme la Star Child Selection (28 janvier 2000), la compilation Super Robot Tamashii 2003 (25 juin 2003), Super Robot Tamashii The Best Vol. 3  (10 décembre 2003), Super Robot Tamashii Best & Live (2 février 2005), pop’n music 12 Iroha AC CS pop’n music 10 (13 avril 2005), Super Robot Tamashii Shudaika Best Collection 2 (7 septembre 2005), Super Robot Tamashii Best & Live (Girls Edition 2), Super Robot Live Request Best (22 février 2006),, Super Robot Tamashii Live Robo Song Collection (14 février 2007), The Best!! Super Robot Tamashii Girls Best Collection (28 novembre 2007), Kids Song★Hit Paradise! (26 septembre 2008), Super Robot Tamashii Nonstop Mix Vol. 4 (Girls) (12 novembre 2008),, Brass Band Koushien 3 (27 février 2008) et Nekoism 〜 Neko Oikawa Sakuhin-shū (21 février 2018).
Pour La bête qui criait « moi » au centre du monde, dernier épisode de l’anime, Sagisu a réarrangé l’accompagnement et la mélodie de la chanson en deux pistes instrumentales : The Heady Feeling of Freedom et Good, or Don’t Be, pour piano, piano électrique, guitare acoustique, violons et violoncelles,. Plusieurs remixes du single ont été ajoutés aux compilations de Dancemania. La version Shihori a été incluse dans les albums Dancemania Summer Story 2008 (25 juin 2008), Wa-euro Best (5 août 2009), Dancemania Summer Story 2009 (10 juin 2009) et Best of Wa-euro Best (21 juillet 2010), la version Mint dans Himetra Best (14 mai 2008) et Himetra Anime*Mix (21 janvier 2009), tandis que la version de Diana Gross a été incluse dans la compilation Him Trace 3. Da’utres remixes ont ensuite été inclus dans les compilations de Dancemania Speed: Anime Speed (25 mai 2005), Anime Speed Newtype Edition (19 juillet 2006), Happy Speed (18 avril 2007) et Himetra Speed (30 juillet 2008).

### Représentations en direct

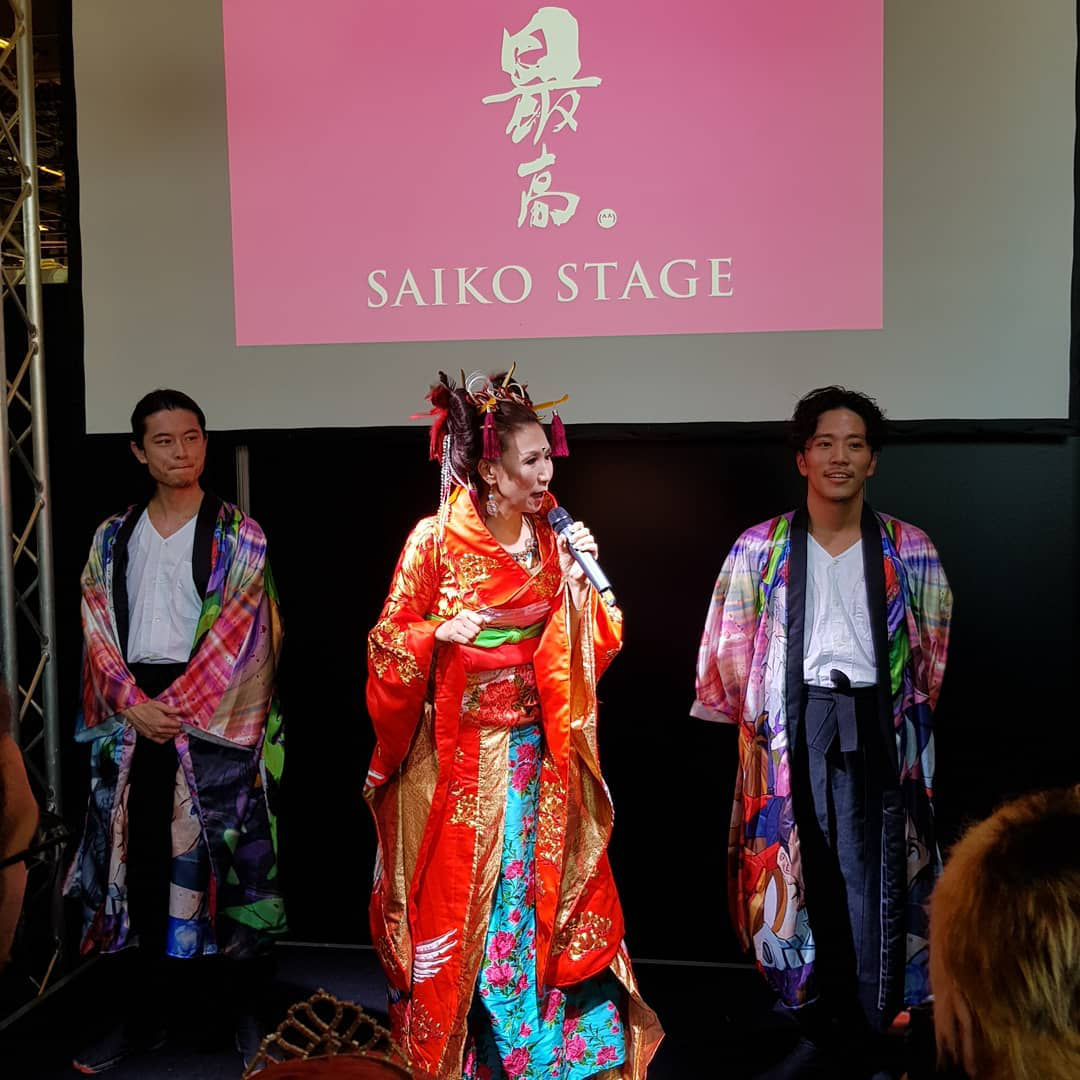
Yōko Takahashi chante Zankoku na tenshi no these lors de la Japan Expo 2019 à Paris.

Takahashi a chanté Zankoku na tenshi no these en 2015 à l’Anime Expo de Los Angeles. En 2017, elle a interprété la chanson lors du Billboard Live à Tokyo, recevant un accueil chaleureux de la part du public présent. Le 20 juin 2018, elle a interprété la chanson lors de l’Evangelion World Tour, organisé pour promouvoir la réédition de la chanson avec un son restauré et remastérisé en même temps que Tamashī no refrain (en japonais : 魂のルフラン, litt. « Le refrain de l’âme »), en faisant des concerts au Japon, en France et Hong Kong. En juin 2019, la chanteuse a donné un concert à la Japan Expo de Paris, interprétant des titres de la bande originale de Neon Genesis Evangelion juste avant une avant-première officielle du long métrage Evangelion: 3.0+1.0 Thrice Upon a Time et à l’occasion de la sortie de l’anime sur Netflix. Pour l’occasion, l’intégralité de Neon Genesis Evangelion I a été ajoutée le 21 juin 2019 sur Spotify, y compris Zankoku na tenshi no these.
En 2020, un événement consacré à l’opération Yashima d’Evangelion a été annoncé dans la ville de Hakone, où la ville fictive de Neo Tokyo-3 est imaginairement située, ; de nouveaux produits dérivés de la série ont également été annoncés pour l’occasion. Lors de cet événement, organisé sur deux dates (28 mars et 23 mai), une représentation de Zankoku na tenshi no these de Takahashi était prévue, mais les dates ont été reportées en raison de la pandémie de Covid-19. Le 3 octobre de la même année, Takahashi a participé à l’inauguration d’une reproduction de l’Eva-01 au Toei Kyoto Studio Park à Ukyō-ku, chantant Zankoku na tenshi no these sur la paume de la main de l’humanoïde. Deux ans plus tard, un nouvel arrangement intitulé 2017 Version a été inclus dans anthologie Yoko Sings Forever (22 mars 2017)

### Les versions de Yōko Takahashi

#### Remix
D’autres versions de Zankoku na tenshi no these ont été incluses dans les albums de Takahashi ; pour des raisons de droits d’auteur, l’arrangement du single original était la propriété de King Records, de sorte que, pour des raisons juridiques, les maisons de disques qui ont publié les œuvres de la chanteuse ont dû s’appuyer sur des arrangements différents. La Version ’96 a été ajoutée à l’album Best Pieces, sorti le 10 février 1999, puis incluse dans Super Value Yoko Takahashi, sorti le 19 février 2001 chez Universal Music,.
Dans ～refrain～ The songs were inspired by Evangelion (6 novembre 1997), un remix appelé Ambivalence Mix a été ajouté, ainsi qu’une version instrumentale intitulée Épilogue de Thèse réalisée par Tony Orly,. Une nouvelle version de Zankoku na tenshi no these a également été produite en 1999, sous-titrée Remix for Peace et incluse dans l’album Best Pieces II de Takahashi, sorti le 10 février de la même année,, ainsi que dans les compilations de succès de Takahashi telles que Yoko Takahashi Best 10 (17 janvier 2007), Yoko Takahashi Essential Best (19 décembre 2007) et Golden☆Best Yoko Takahashi, proposée, dans différentes éditions, le 25 février 2004, le 5 décembre 2012 et le 5 décembre 2018. Un autre remix, Harmonia Version, a été ajouté à un autre album de l’interprète, Li-La, puis réédité dans Li-La +3, sorti le 2 octobre 2013, en même temps que Remix for Peace.

#### Reprises

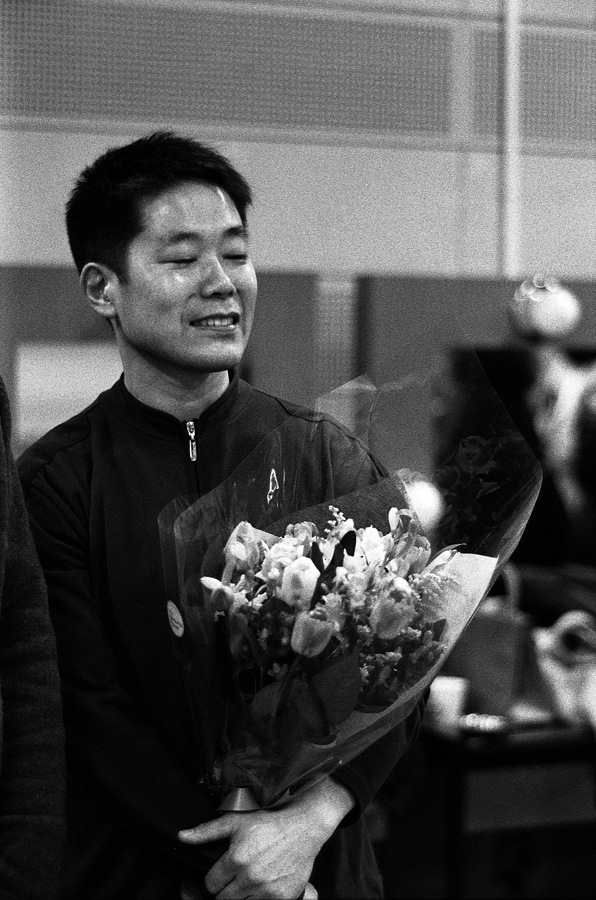
Eitetsu Hayashi, curateur de l’arrangement de la version Matsuri Spirit.

En 2005, une nouvelle version de la chanson, toujours avec Takahashi au chant et quarante-sept secondes de plus que l’originale, a été enregistrée pour marquer le dixième anniversaire de la série. La nouvelle version, appelée 10th Anniversary Edition, a été incluse en tant que douzième piste dans Neon Genesis Evangelion Decade,. Michio Nakagoe a participé en tant qu’ingénieur du son et ingénieur du mixage, tandis que les musiciens étaient Mineaki Matsumoto au piano, Tatsu Kase à la contrebasse, Yuichi Tokashiki à la batterie, Masanobu Fukuhara à la guitare électrique, Eric Miyagi et Koji Nishimura à la trompette, Eijiro Nakagawa au trombone, Osamu Koike au saxophone alto, Hiroshi Yaginuma au saxophone ténor et Atsushi Kurokatsuno au saxophone basse.
En 2009, Takahashi a ensuite enregistré de nouvelles versions de Zankoku na tenshi no these et de Fly Me to the Moon, qui ont fait l’objet d’un single publié le 13 mai. Les chansons ont été produites à l’occasion de la présentation d’une série de pachinkos sur Evangelion intitulée CR Shinseiki Evangelion: Saigo no shisha (en japonais : ＣＲ新世紀エヴァンゲリオン ～最後のシ者～, litt. « CR Nouveau Siècle Evangelion : Le dernier messager sacrificiel ») ; une couverture dessinée par Takeshi Honda a également été utilisée pour l’album. La 2009 Version a été incluse dans la collection 20th century Boys & Girls de la chanteuse, sortie le 23 juin de l’année suivante et, dix ans plus tard, dans le mini-album Evangelion Extreme, édité par King Amusement Creative et contenant les pistes utilisées dans les différents pachislots dédiés à la série.
En 2015, la chanteuse a produit une nouvelle version de la composition appelée 2015 Version, enregistrée lors d’une seule session live en s’accompagnant uniquement d’une guitare acoustique pour son treizième album studio, 20th Century Boys & Girls II, publié le 22 avril 2015 par King Records. Deux ans plus tard, un nouvel arrangement intitulé 2017 Version a été inclus dans l’anthologie Yoko Sings Forever (22 mars 2017) ; là encore, l’enregistrement a été réalisé en direct, avec le piano de Marashii et l’orgue de Satoshi Takebe. Au départ, un single intitulé Zankoku na tenshi no these ～ Tamashii no rufuran était également prévu, mais il n’a jamais été inclus dans la version finale. En juillet 2019, Zankoku na tenshi no these a également été utilisé dans le jeu vidéo de stratégie The Battle Cats ; pour l’occasion, Takahashi l’a enregistré en chantant uniquement avec le mot にゃ (nya), une onomatopée japonaise de miaulement,. Malgré la simplicité des paroles lors de l’enregistrement, l’interprète a rencontré quelques difficultés, devant pondérer l’accentuation et la bonne inflexion de chaque miaulement. La version a ensuite été publiée sur les chaînes Oricon et MaiDiGiTV, les deux vidéos dépassant le million de vues,. La même année, Eitetsu Hayashi a produit un nouvel arrangement de Zankoku na tenshi no these, stylistiquement proche des sons de la musique japonaise traditionnelle et principalement interprété avec des taikos ; cet arrangement a été présenté en avant-première sur la chaîne YouTube officielle de King Amusement Creative sous le titre Zankoku na tenshi no these: Matsuri Spirit et a été publié dans son intégralité le 24 juillet de la même année.

### Versions étrangères
La société Shenzhen TV a acquis Evangelion pour le doubler en chinois ; la première traduction n’a pas été approuvée par l’Administration nationale de la radio et de la télévision, une agence ministérielle relevant du Conseil des affaires de l’État de la république populaire de Chine, et la série a donc été traduite et doublée à nouveau, en supprimant le contenu jugé inapproprié pour un public jeune, et le générique a été renommée 美丽天使的行动纲领 (Měilì tiānshǐ de xíngdòng gānglǐng, litt. « Le plan d’action du bel ange »), également intitulée 勇敢的少年 (Yǒnggǎn de shàonián, litt. « Le garçon courageux »). L’anime a ensuite été diffusé entre 1999 et 2001.

## Vidéoclip
Pour Zankoku na tenshi no these, Gainax a réalisé une vidéo d’ouverture d’environ quatre-vingt-dix secondes, confiée aux animateurs Takeshi Honda et Shinya Hasegawa. La production a pris du temps, tout comme celle des premiers épisodes de la série ; en juillet 1995, lorsque les deux premiers épisodes ont été présentés en avant-première lors du deuxième festival de la compagnie, la vidéo n’était pas encore terminée. Il a été achevé en septembre de la même année, peu avant la diffusion officielle de l’anime sur TV Tokyo,.

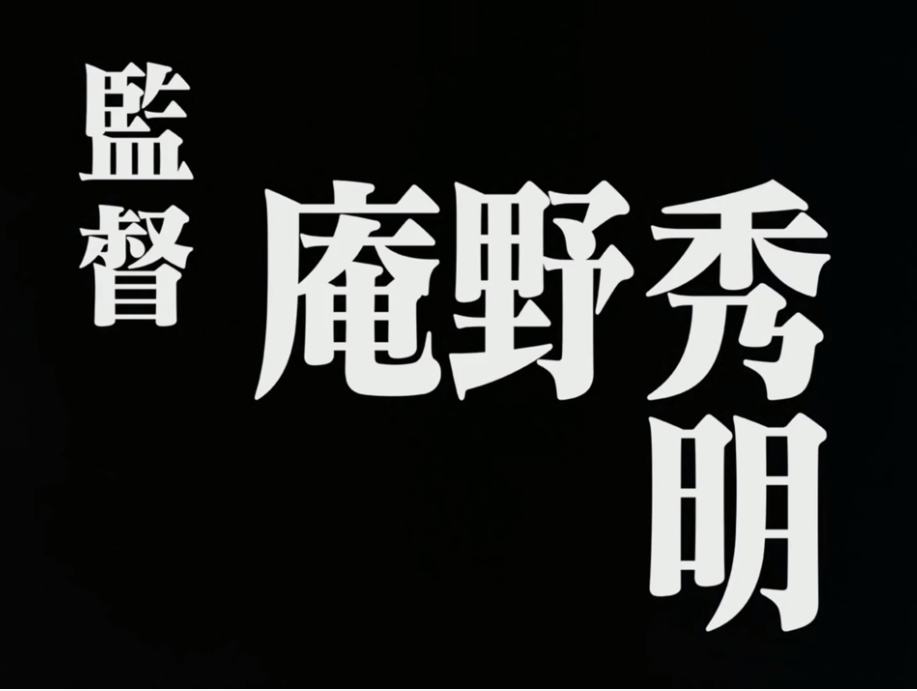
La dernière image du générique, portant la mention Réalisé par Hideaki Anno (en 監督 庵野秀明, Kantoku Anno Hideaki).

La vidéo se compose d’environ 2 160 images réparties en quatre-vingt-quatre scènes, avec une moyenne d’une séquence par seconde,. Le personnel de Gainax a essayé de créer un effet rétro, en rendant hommage aux génériques des œuvres précédentes et en les imitant. Le nom de Hideaki Anno a été inséré en grandes lettres dans les dernières secondes, apparemment « coupé » par les bras de l’Eva-01 et si grand qu’il occupait tout l’écran, soulignant l’empreinte forte du réalisateur sur tous les aspects de la série,.
La vidéo de la version télévisée contient plusieurs références culturelles, notamment à la religion chrétienne et au judaïsme. Dans les premières images, un point bleu vif apparaît, se dilatant comme une goutte d’eau et entouré d’un cercle de la même couleur. Selon le scénario, cette image représente le début de l’Univers ; le symbole pourrait également faire référence à la relation entre Dieu et la création, comparée par certains penseurs à celle entre un point et un cercle, symbole d’unité et de complétude.
Après le point lumineux, une figure avec douze ailes apparaît sur un fond rouge, semblable à certaines représentations d’anges chérubins,. Elle est suivie d’une flamme céleste, qui fait référence au concept de l’âme ou du « souffle de vie », qui prend une certaine importance au cours des événements de la série, ; l’image représente également la première image visible par un nouveau-né. Un autre symbole religieux est une double représentation de l’Arbre de Vie,, en faisant référence au Plan de Complémentarité de l’Homme dans la série. Ensuite, nous voyons une image de Rei Ayanami touchant la vitre d’une fenêtre.
Sur l’écran alternent des images de la main de l’Eva-01 couverte de sang, utilisées plus tard pour le dix-huitième épisode, et de l’Eva-01 libérant douze ailes de lumière, filmées pour le final, ainsi que des images rapides de légendes en blanc sur fond noir ou inversement, des cartes, des esquisses au crayon, un dessin de Kaworu Nagisa, les portraits de Misato Katsuragi, Ryōji Kaji et Ritsuko Akagi, le premier ange Adam et une sphère rouge lumineuse, l’élément S². Pour les ailes de lumière de l’Eva-01, les auteurs se sont inspirés de la figure chrétienne de Lucifer, ange déchu qui, selon l’iconographie traditionnelle, est doté de douze ailes. La vidéo se termine par un texte écrit, selon les storyboards officiels, en caractères angéliques ; selon Anno, il s’agit de documents appelés manuscrits de la mer Morte. La calligraphie des caractères est également similaire à celle du Sefer Raziel HaMalakh.
Une deuxième vidéo de la version complète de Zankoku na tenshi no these a été publiée pour l’édition vidéo familiale Renewal du 2003 de la série. Réalisée sous la direction de Masayuki, ancien assistant réalisateur de la série originale, elle est complètement différente de celle de la diffusion télévisée et comprend des images de la version director’s cut des épisodes et des scènes du film The End of Evangelion de 1997, ainsi que d’autres légendes en lettres blanches sur fond noir écrites et coordonnées par Hideaki Anno lui-même. La vidéo a été publiée en haute définition sur la chaîne YouTube officielle de King Records le 20 juin 2018.

## Réception
Zankoku na tenshi no these a joui d’une renommée durable auprès des fans d’animation, se classant immédiatement dans plusieurs sondages de popularité,. Ce morceau est considéré comme l’un des plus beaux et des plus emblématiques de la sous-culture otaku,, ainsi que comme l’un des génériques les plus reconnaissables de l’histoire de l’animation japonaise, et a connu un regain de popularité avec la sortie de la tétralogie de films Rebuild of Evangelion. Yōko Takahashi a dit à propos de cela que : « [Neon Genesis Evangelion] a commencé à devenier connu dans le Monde endier plus rapidement que je ne l’aurais imaginé. […] Pendant la tournée mondiale d’Evangelion, des gens de toutes les ethnies ont commencé à chanter en japonais avec moi. Des gens du monde entier chantent à l’unisson. C’est émouvant. Comme je l’ai toujours dit, les chansons de dessins animés sont le meilleur passeport pour franchir les frontières nationales. Et, jour après jour, je me rends compte qu’Evangelion est précisément l’une de ces œuvres qui ont ce pouvoir ».

### La chanson

#### Reconnaissance
En 1996 et 1997, c’est-à-dire après la fin de la première diffusion de Neon Genesis Evangelion, Zankoku na tenshi no these a été élue meilleur générique du moment lors d’un sondage annuel réalisé par le magazine professionnel Animage ; la deuxième année, elle a reçu plus de deux fois plus de votes que la deuxième place, Give a Reason de Megumi Hayashibara,. TV Asahi a également souligné sa notoriété dans les sondages de popularité : en 2002, elle a ouvert un sondage sur les chansons les plus mémorables de l’histoire de l’animation japonaise, et le single a réussi à atteindre la 55e place et a ensuite obtenu la 18e place dans un classement de TV Asahi lui-même limité aux génériques produites à partir des années 1990,.
Au fil des ans, la notoriété de la composition ne s’est pas démentie ; en 2016, elle est arrivée en tête d’un sondage sur les anisongs préférés des années 1990 des utilisateurs d’Anime News Network, et d’un sondage sur les meilleurs anisongs de tous les temps réalisé par le magazine CD & DL Data auprès d’un échantillon de près de sept mille personnes,. En 2018, le site japonais Anime Anime a demandé à ses utilisateurs quelles bandes-sons de dessins animés ils souhaiteraient comme hymne national, et Zankoku na tenshi no these a obtenu la troisième place, tandis que l’année suivante, il a remporté la deuxième place des titres les plus chantés par le public féminin sur le site Merumo.

#### Opinion critique

Grâce à Zankoku na tenshi no these, Takahashi a gagné en popularité auprès des fans d’animation et du grand public.

Zankoku na tenshi no these a été bien accueillie par la critique. Terrance Pyror de Axs.com et Otaku Kart a classé la chanson parmi les meilleurs génériques de l’histoire des dessins animés japonais,. Casey Baseel de Sora News et Ederlyn Peralta de Comic Book Resources l’ont cité, avec Fly Me to the Moon, parmi les œuvres les plus emblématiques de l’animation japonaise,. Salvatore Cardone de Everyeye.it a décrit Zankoku na tenshi no these comme « l’une des œuvres les plus émouvantes jamais réalisées, capable de transporter le spectateur grâce à sa mélodie incomparable ».
Eduardo Luquin de Comic Bok Resources a fait l’éloge de son atmosphère sous-jacente, écrivant : « C’est comme un train publicitaire […] ou un coup de feu au début d’une course ». Pour Lauren Orsini (Forbes) et Noah Black (Mcccagora.com), il est « instantanément et terriblement entraînant »,. Matt Fagaly de Crunchyroll et Tom Pinchuk de Geek & Sundry ont loué le contraste entre les thèmes sombres et pessimistes de la série et son ton léger,. Le site Anime Planet a dit que : « Il s’agit tout simplement d’un générique magnifique, ce qui est assez rare dans les animes aujourd’hui ». À l’occasion de la sortie de l’anime sur Netflix, le générique a de nouveau été analysée et critiquée. David Levesley, du Gentlemen’s Quarterly, l’a qualifié de « formidable », tandis que Junichi Tsukagoshi d’Animate Times l’a qualifié de « chant divin que tout le monde connaît » et Laura Mucci (Everyeye.it) d’« élément curieux du folklore culturel », « une sorte d’analogue de Nel blu dipinto di blu japonais ». Comic Book Resources l’a également classé au premier rang des meilleurs génériques des années 1990 et au troisième rang des meilleurs génériques de tous les temps,.

### Le vidéoclip
Le clip de Zankoku na tenshi no these a également été applaudi par le public et la critique. Selon le livre Neon Genesis Evangelion: The Unofficial Guide, écrit par Martin Foster et Kazuhisa Fujie, avant que la série animée ne prenne fin, elle a été jugée par les téléspectateurs comme confuse et « peu claire », estimant qu’elle manquait de liens concrets avec les événements internes de la série. Selon eux, les fans qui ont suivi l’histoire auraient été surpris de découvrir que « chaque détail de l’histoire a été mis en évidence, souligné ou même suggéré dans la chanson du générique ». Le magazine Newtype a également analysé et loué la vidéo dans un article qui lui est consacré, la qualifiant de « excellente » et appréciant la densité des séquences.
Pour Nick Valdez de Comic Book, la vidéo est « pleine d’images mémorables » et « l’un des plus beaux voyages dans la mémoire ». Dani Cavallaro, écrivaine et critique spécialisée dans l’animation japonaise, l’a cité comme un exemple de la « complexité de l’animation » et du style de Hideaki Anno, le décrivant comme « un ensemble intrigant de symboles mystiques, une combinaison parfaite d’images, de musique et de cadrage sophistiqué ». Pour elle, d’ailleurs, « chaque image contrebalance élégamment une autre qui va dans la direction opposée à la sienne », comme les deux représentations de l’Arbre de Vie, ainsi que les images de Rei et Asuka, qui circulent verticalement sur l’écran, et celles de Misato, qui se déplacent au contraire le long de l’axe horizontal.

### La popularité

#### Le succès dans les karaokés

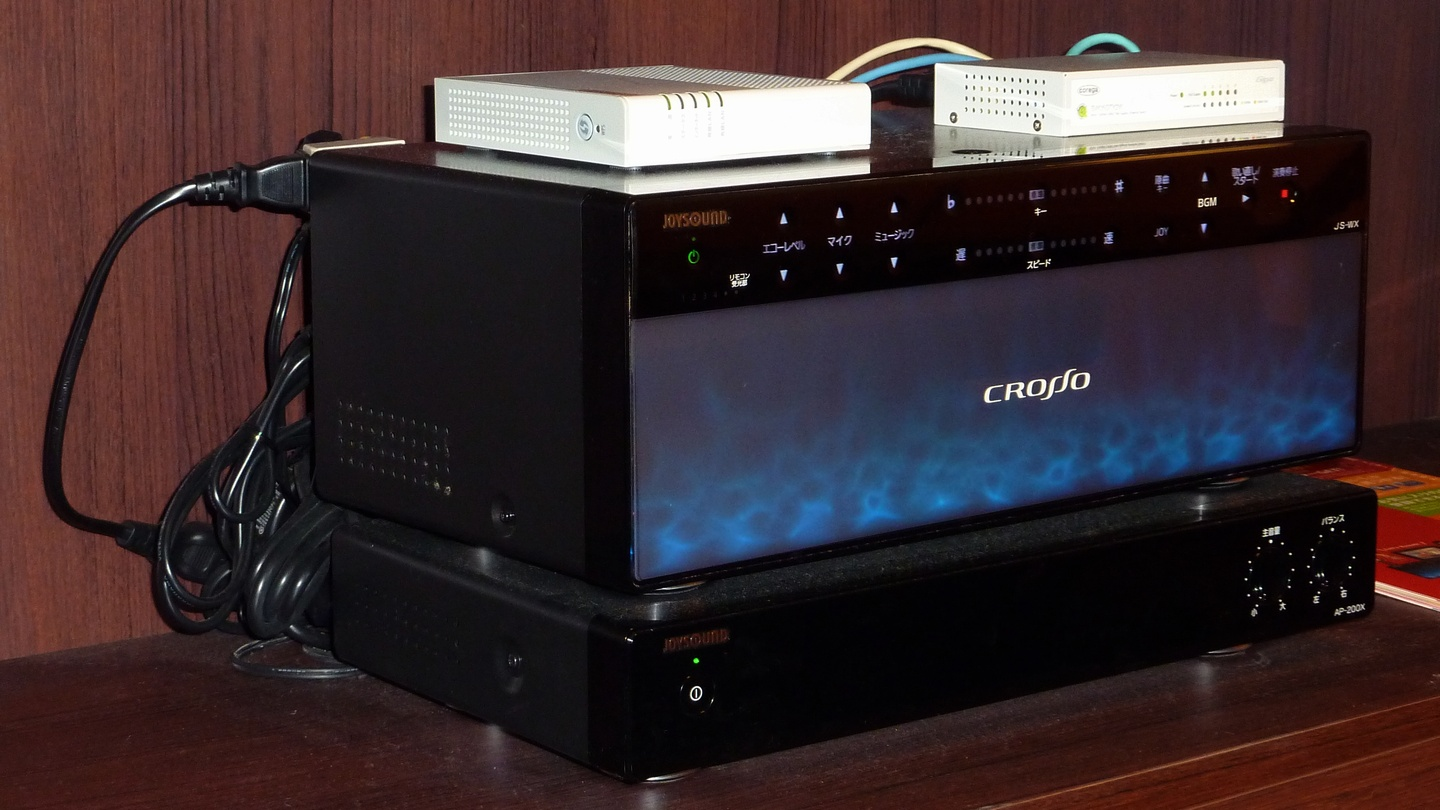
Un karaoké Joysound.

Zankoku na tenshi no these a été et reste l’une des chansons de karaoké japonaises les plus populaires,,,, étant restée dans le classement Oricon pendant des années,,. En 2013, il est arrivé en troisième position dans un sondage de Koebu.com sur les meilleures chansons karaoké de tous les temps, destiné aux doubleurs inscrits sur la plateforme. En 2014, la société Joysound a dressé une liste des génériques d’anime les plus populaires de l’année et l’a placé en première position. La chanson est également réapparue parmi les vingt chansons les plus chantées du premier semestre de cette année-là,, après avoir figuré dans plusieurs classements les années précédentes ; en 2007, elle avait réussi à se hisser à la vingtième place, en 2009 à la deuxième et, au cours de la première semaine de juin 2013, à la sixième. Un résultat similaire a été enregistré en 2015 ; Charapedia a demandé à environ 10 000 fans quelles étaient leurs chansons de karaoké préférées, et The Cruel Angel’s Thesis a surpassé toutes les autres génériques. En mars de la même année, le site web Nico Nico News a demandé à plus de 300 adultes quel était le générique d’anime le plus ennuyeux et qu’ils n’avaient plus envie d’entendre, et c’est Zankoku na tenshi no these qui est arrivé en tête avec 40,6 % du total des votes,.
En 2017, 2019, et 2020, elle est à nouveau entrée dans le top 10 des chansons les plus populaires dans le karaoké japonais de Joysound, dans plusieurs sondages de popularité et dans les classements de Karatetsu,. Le 18 février 2017, NHK BS Premium a diffusé un programme en direct sur les meilleurs génériques d'animes de tous les temps intitulé Countdown LIVE Anisong Best 100! dans lequel Zankoku na tenshi no these a été placé à la huitième position. En 2019, Joysound l'a classée comme la chanson la plus jouée au karaoké pendant l'ère Heisei et le deuxième anison le plus chanté du premier semestre 2020, derrière Gurenge de LiSA.

#### Ventes et certifications

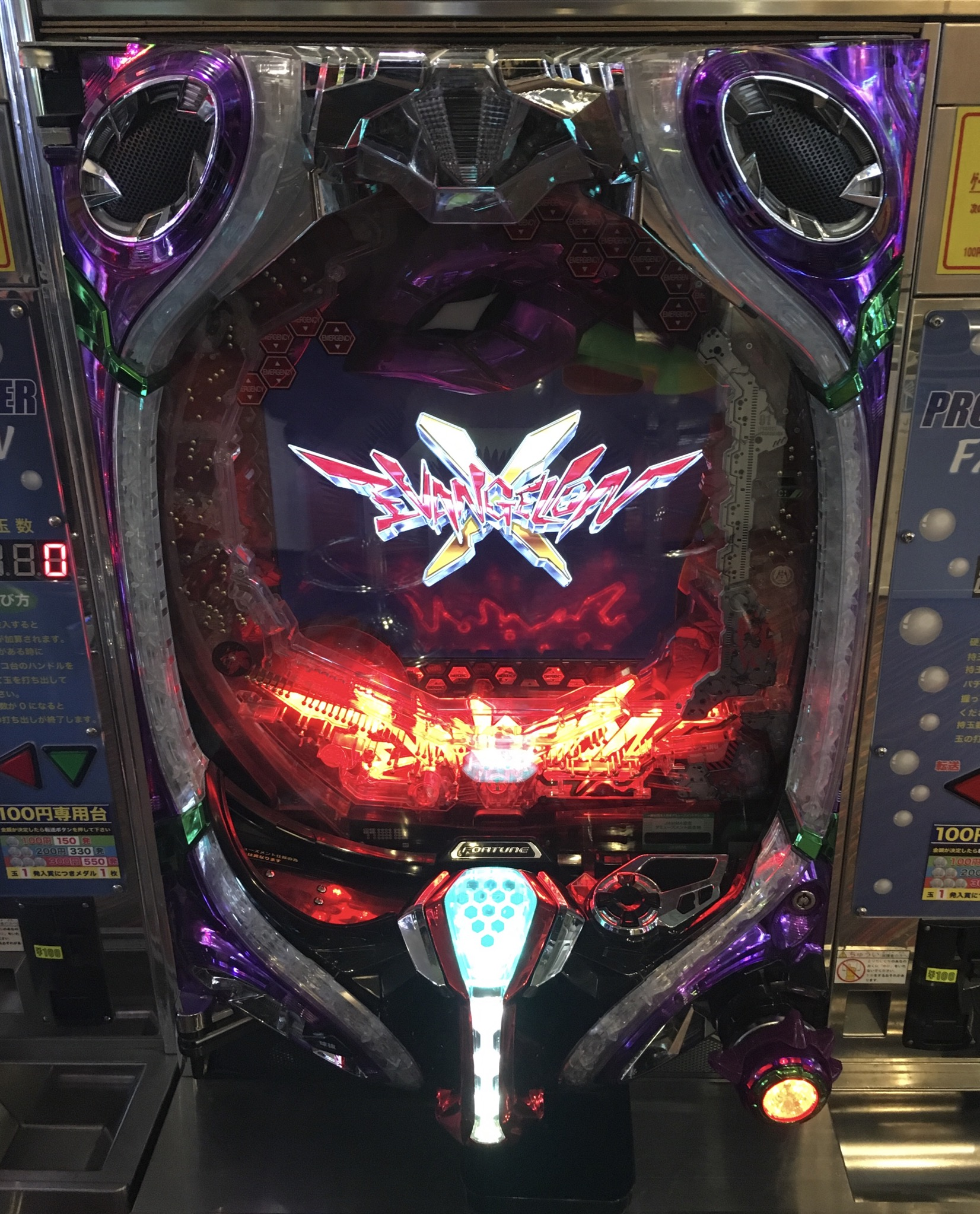
Grâce aux pachinkos, Zankoku na tenshi no these a rapporté environ trente millions de yens par an pendant deux décennies.

La chanson a gagné en popularité dès la première diffusion de Neon Genesis Evangelion. La version originale du single, sortie le 25 octobre 1995, a été classée vingt-deux fois dans le classement hebdomadaire d'Oricon, atteignant la 27e position. Lorsqu'il est sorti en même temps que Fly Me to the Moon de Claire, il est resté dans le classement pendant soixante et une semaines, atteignant la dix-septième place,. Dès 1997, c'est-à-dire peu après la fin de la première diffusion de l'anime et la sortie du long-métrage Neon Genesis Evangelion: Death & Rebirth, il a remporté le disque d'or et de diamant (appelé « Million » au Japon,), tandis que l'édition avec Fly Me to the Moon a été certifiée disque de platine. La version 2003, quant à elle, a réussi à rester dans la catégorie des disques d'or et de diamant pendant neuf semaines. Le remix de 2009 a également été un succès ; en juin et juillet de cette année-là, Zankoku na tenshi no these est devenu l'anison le plus populaire de l'époque,, a figuré pendant quatorze semaines dans le classement d'Oricon et a atteint la 22e place. Les ventes des différentes versions ont dépassé le million d'exemplaires,.
En 2011, 15 ans après sa création, la Société japonaise des droits des auteurs, des compositeurs et des éditeurs a honoré la chanson en la plaçant en tête des JASRAC Awards, un classement spécial des morceaux de musique japonaise les plus rentables et générateurs de droits d'auteur, calculés notamment sur la base des ventes numériques, du pachinko et du karaoké,. La chanson était déjà apparue dans le classement les années précédentes : en 2008, elle avait obtenu la septième place, la huitième en 2009 et la troisième l'année suivante. En mai 2012, Zankoku na tenshi no these a été certifié triple disque de platine par la Recording Industry Association of Japan. La popularité dans les karaokés et les pachinkos a également enrichi Neko Oikawa. En 2015, la compositrice a déclaré avoir gagné plus de cent millions de yens grâce aux droits d'auteur de Zankoku na tenshi no these ; les pachinkos se sont révélées particulièrement lucratives, avec des recettes d'au moins trente millions de yens par an.

## Influence culturelle et marchandisage

### La popularité à l'ère d'Internet
Zankoku na tenshi no these a eu un impact culturel considérable, dépassant les frontières de la culture otaku et générant des mèmes et des parodies,. Avec l'essor de l'ère d'Internet, des sites web d'Anime music video (ou AMD) ont commencé à circuler, c'est-à-dire des vidéos musicales hommage visant à recréer la musique et la vidéo du générique,. Pour Angelo Delos Trinos de Comic Book Resources, la chanson serait ainsi devenue encore plus célèbre que la série, puisque « même ceux qui n'ont encore rien vu d'Evangelion connaissent déjà son générique grâce à sa présence indéfectible sur le net ». Au fil des années, le clip a continué à être repris ou parodié par les internautes, à travers des remix, des mashups et des interprétations réalisées avec différents instruments de musique, tels que des percussions ou des calculatrices.
En 2018, un utilisateur de Twitter a combiné la chanson avec le clip de Party Rock Anthem de LMFAO ; la vidéo est devenue virale et Party Rock Anthem est devenu un mème à son tour, avec des dizaines de variations ultérieures sur différentes plateformes,. En août 2019, la Società Sportiva Monopoli 1966 a ouvert un vote pour que ses supporters choisissent la chanson de liesse de l'équipe à diffuser sur chacun de ses buts ; le générique est arrivé en deuxième position à quelques voix près, juste derrière 7 miliardi de Massimo Pericolo,. En 2022, la chanteuse et doubleuse japonaise Aina Aiba a cité le générique d'Evangelion parmi les chansons qui ont changé sa vie et l'ont fait entrer dans le monde du chant,.

### Anniversaires et autres utilisations

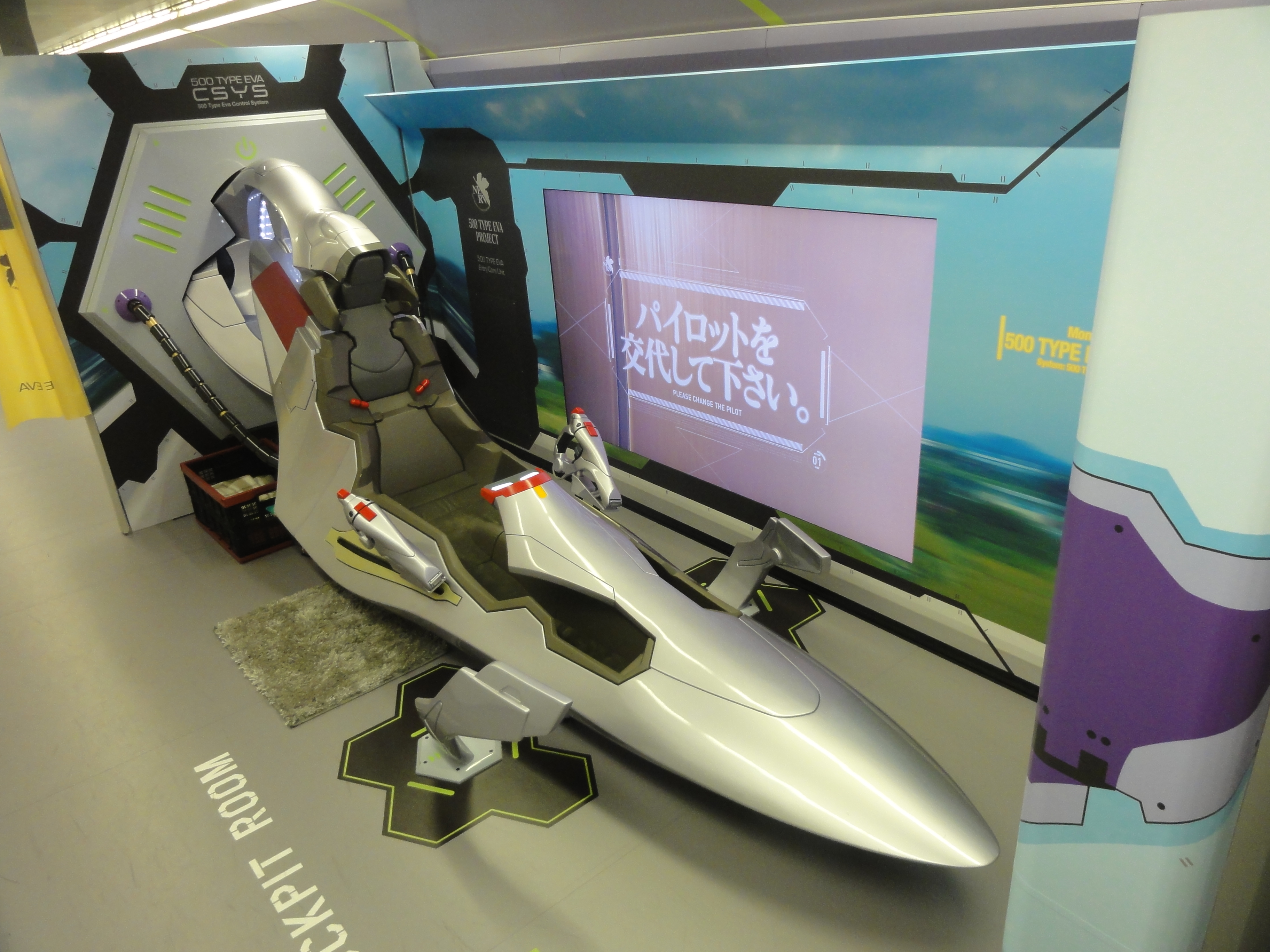
Zankoku na tenshi no these a été utilisé pour les annonces et les caractéristiques de l'Eva type 500, un train Shinkansen série 500 dédié à la série.

Le morceau a été utilisé dans des jeux vidéo et des pachinkos inspirés d'Evangelion. En août 1997, le magazine japonais June, spécialisé dans les mangas et anime homoérotiques, appelés shōnen'ai, sort un volume intitulé Zankoku na tenshi no yō ni (残酷な天使のように, littéralement « Comme un ange impitoyable »), dont le titre est tiré du premier couplet du générique ; il contient une longue interview de Hideaki Anno, ainsi qu'un court dōjinshi parodique réalisé par un membre du staff de la série et ceux d'autres mangakas de renom dans le monde yaoi.
En 2014, Sony a sorti un walkman DAT spécial sur la série, en hommage à celui utilisé par le personnage de Shinji ; dans l'emballage se trouvait une carte spéciale du magasin de musique japonais Mora permettant de télécharger la version originale de Zankoku na tenshi no these dans les magasins Sony de Ginza, Nagoya et Ōsaka. L'année suivante, pour célébrer le 20e anniversaire de la première diffusion de l'anime, une route musicale jouant la chanson a été construite à Hakone, où se trouve la ville fictive de Neo Tokyo-3 dans la série ; grâce aux secousses provoquées par des rainures spéciales dans l'asphalte, le conducteur, à une vitesse optimale de quarante kilomètres par heure, pouvait entendre la chanson le long d'une route pittoresque sur le lac Ashi.
En 2018, l'Evastore, une boutique officielle entièrement dédiée à la série, a annoncé la sortie du single en format numérique restauré en produisant des articles de marchandisage qui lui sont dédiés, tels que des vêtements,, des posters et des cartes postales métalliques. Le 5 mai de la même année, la chanson a été incluse dans un épisode de l'anime Shinkansen henkei robo Shinkalion dans lequel apparaissent plusieurs personnages d'Evangelion. Le 26 décembre, il a été interprété en direct par Takahashi à l'occasion de l'ouverture d'un izakaya dédié à la série ; une boisson appelée Zankoku na tenshi no these a alors été commercialisée pour l'occasion.
En 2019, à l'occasion de la publication de l'anime sur Netflix, la chanteuse japonaise Toshi a interprété la chanson lors d'une performance de dix patineurs artistiques sur glace menés par le double champion olympique Yuzuru Hanyū lors du spectacle Fantasy on Ice. Le lutteur américain Dio Maddin, fan déclaré de Neon Genesis Evangelion, a baptisé l'un de ses derniers mouvements Cruel Angel's Thesis en son honneur. En 2020, un événement spécial sur Evangelion a été organisé au Tokyo Skytree, au cours duquel la vidéo de la chanson a été diffusée à l'observatoire de la tour ; l'événement a ensuite été prolongé jusqu'au mois de mai de l'année suivante,. Zankoku na tenshi no these a également été utilisée dans un épisode de Sore ga seiyū! et a figuré dans d'autres animes, telles que Hayate the Combat Butler et Regular Show.

## Pistes
Paroles de Neko Oikawa et musique de Toshiyuki Ōmori et Hidetoshi Satō, sauf Fly Me to the Moon, de Bart Howard.
CD : KIDA-114 Zankoku na tenshi no these (1995)
1. Zankoku na tenshi no these (残酷な天使のテーゼ) – 4:06
2. Tsuki no meikyū (月のめいきゅ) – 5:45
3. Zankoku na tenshi no these (残酷な天使のテーゼ)) (Version pour karaoké) – 4:05
4. Tsuki no meikyū (月のめいきゅ) (Version pour karaoké) – 5:44

CD : KIDA-116 Zankoku na tenshi no these/Fly Me to the Moon (1995)
1. Zankoku na tenshi no these (残酷な天使のテーゼ) – 4:06
2. Fly Me to the Moon (Claire) – 4:33

CD : KICM-3041 Zankoku na tenshi no these/Fly Me to the Moon (2003)
1. Zankoku na tenshi no these (残酷な天使のテーゼ) – 4:06
2. Fly Me to the Moon – 4:33
3. Zankoku na tenshi no these （OFF VOCAL Version） (残酷な天使のテーゼ（OFF VOCAL Version）) – 4:05
4. Fly Me to the Moon (OFF Vocal Version) – 4:33
5. Zankoku na tenshi no these （Director's Edit Version） (残酷な天使のテーゼ) – 4:05

CD : KICM-1272 Zankoku na tenshi no these 2009 Version (2009)
1. Zankoku na tenshi no these 2009 Version (残酷な天使のテーゼ 2009 VERSION) – 4:26
2. Fly me to the Moon 2009VERSION – 4:32
3. One Litte Wish – 5:00
4. Zankoku na tenshi no these 2009 Version (off vocal) (残酷な天使のテーゼ 2009 VERSION (off vocal)) – 4:26
5. Fly me to the Moon 2009VERSION (off vocal) – 4:32
6. One Little Wish (off vocal) – 5:01

CD : KICM-3340 Zankoku na tenshi no these/Tamashī no refrain (2018)
1. Zankoku na tenshi no these (残酷な天使のテーゼ) – 4:07
2. Tamashī no refrain (魂のルフラン) – 5:14
3. Zankoku na tenshi no these off vocal ver. (残酷な天使のテーゼ off vocal ver.) – 4:06
4. Tamashī no refrain off vocal ver. (魂のルフラン off vocal ver.) – 5:09

CD : KICM-3362 Zankoku na tenshi no these Matsuri Spirit (2019)
1. Zankoku na tenshi no these Matsuri Spirit (残酷な天使のテーゼ MATSURI SPIRIT) – 4:36
2. Zankoku na tenshi no these Matsuri Spirit off vocal ver. (残酷な天使のテーゼ MATSURI SPIRIT off vocal ver) – 5:14

## Membres
- Yōko Takahashi – chant
- Toshiyuki Ōmori – arrangement
- Toshimichi Ōtsuki – arrangement

## Classements hebdomadaires
Voilà ci-dessous le tableau des premières positions atteintes par les différentes versions du single dans les charts japonais.
| Année | Version                                       | Meilleur classement |
| ----- | --------------------------------------------- | ------------------- |
| 1996  | Zankoku na tenshi no these                    | 27                  |
| 1996  | Zankoku na tenshi no these/Fly Me to the Moon | 17                  |
| 2003  | Zankoku na tenshi no these/Fly Me to the Moon | 41                  |
| 2009  | Zankoku na tenshi no these 2009 Version       | 22                  |
| 2018  | Zankoku na tenshi no these/Tamashī no refrain | 36                  |
| 2019  | Zankoku na tenshi no these Matsuri Spirit     | 142                 |

## Interprétations
En 1996, le quatrième album de la bande son de l'anime, Neon Genesis Evangelion Addition, est sorti, contenant la chanson Zankoku na tenshi no these (Director's Edit. Version II), d'une durée de 4 minutes et 4 secondes et chantée par Kotono Mitsuishi, Megumi Hayashibara et Yūko Miyamura, qui interprètent respectivement les trois protagonistes de la série : Misato Katsuragi, Rei Ayanami et Asuka Sōryū Langley. En 2001, cependant, est sorti l'album The Birthday of Rei Ayanami (30 mars 2001), consacré au personnage de Rei ; parmi les morceaux figure un Zankoku na tenshi no these interprété par Hayashibara seule. La chanson a été ajoutée à bertemu, le septième album de l'artiste (sorti le 1er novembre 1996), et en tant que morceau bonus sur center color, le onzième (sorti le 7 janvier 2004). Hayashibara a elle-même déclaré qu'en chantant Zankoku na tenshi no these, elle avait pensé à la scène où Rei sourit pour la première fois à Shinji Ikari dans la version cinématographique d'Eva, évitant ainsi de donner l'impression d'un personnage froid.
Megumi Ogata, la voix de Shinji, a régulièrement interprété la chanson lors de ses concerts,. Junko Iwao, doubleuse japonaise de Hikari Horaki, a également enregistré sa propre version bossa nova de la chanson pour son album Anime On Bossa, sorti le 30 janvier 2008.
D'autres artistes en dehors de l'équipe de Neon Genesis Evangelion se sont essayés à l'interprétation de la chanson thème, comme Shōko Nakagawa, MIQ, Yōko Ishida, Masami Okui, Shizuka Itō, Mikuni Shimokawa, Toshi, Aya Hirano, arlie Ray, Ryō Horikawa, Chihiro Yonekura, Akina Nakamori, Maya Sakura, Konomi Suzuki, Kikuko Inoue et Natsuki Katō. Les groupes musicaux, japonais et étrangers, comprennent Animetal, Anipunk, Globe, m.o.v.e, Flow, Glay,, Glory Gospel Singers, Anime That Jazz!, Max et Roselia, un groupe de la franchise médiatique BanG Dream!.

Quelques artistes qui ont interprété le générique
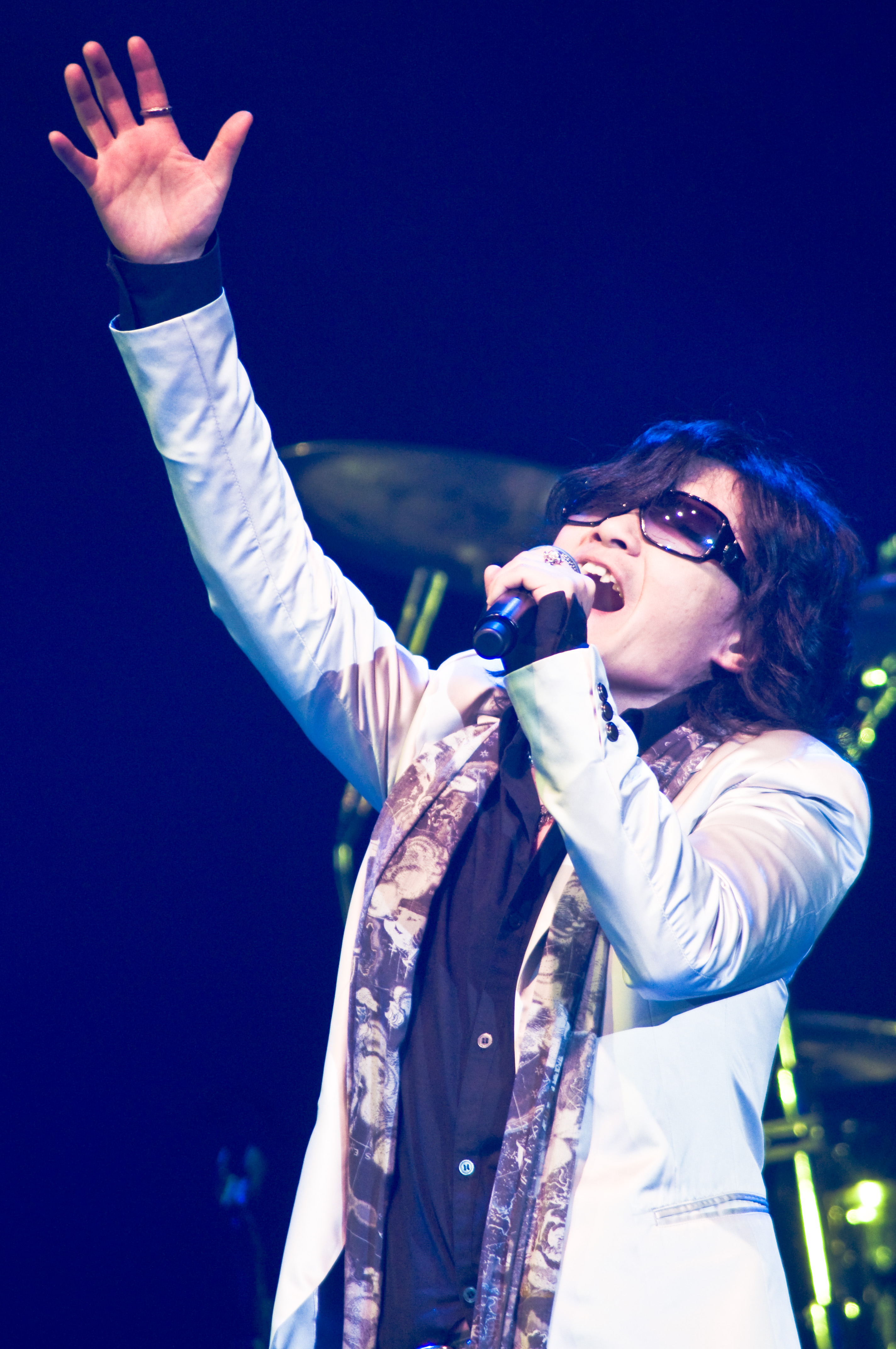
Toshi
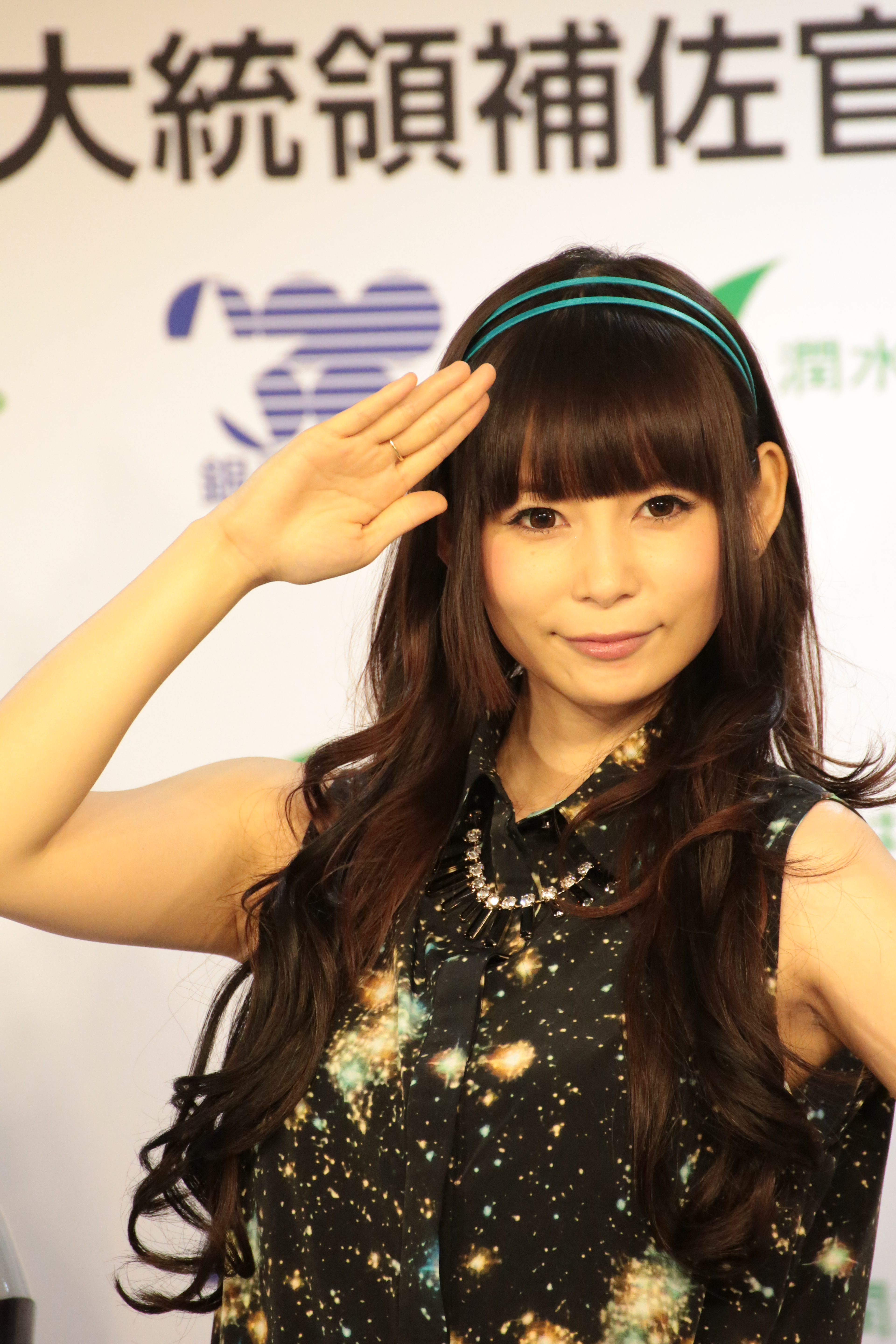
Shōko Nakagawa
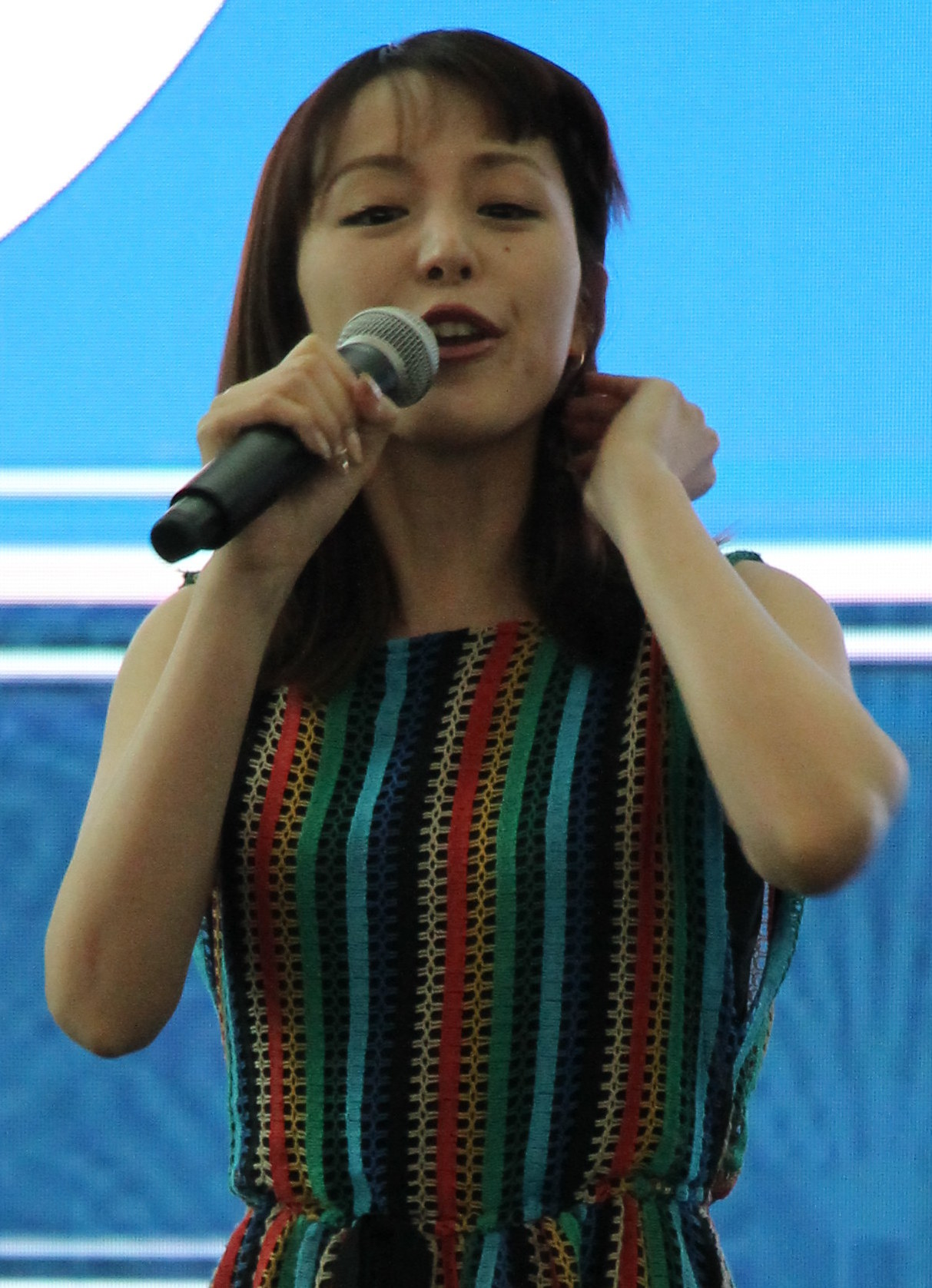
Aya Hirano
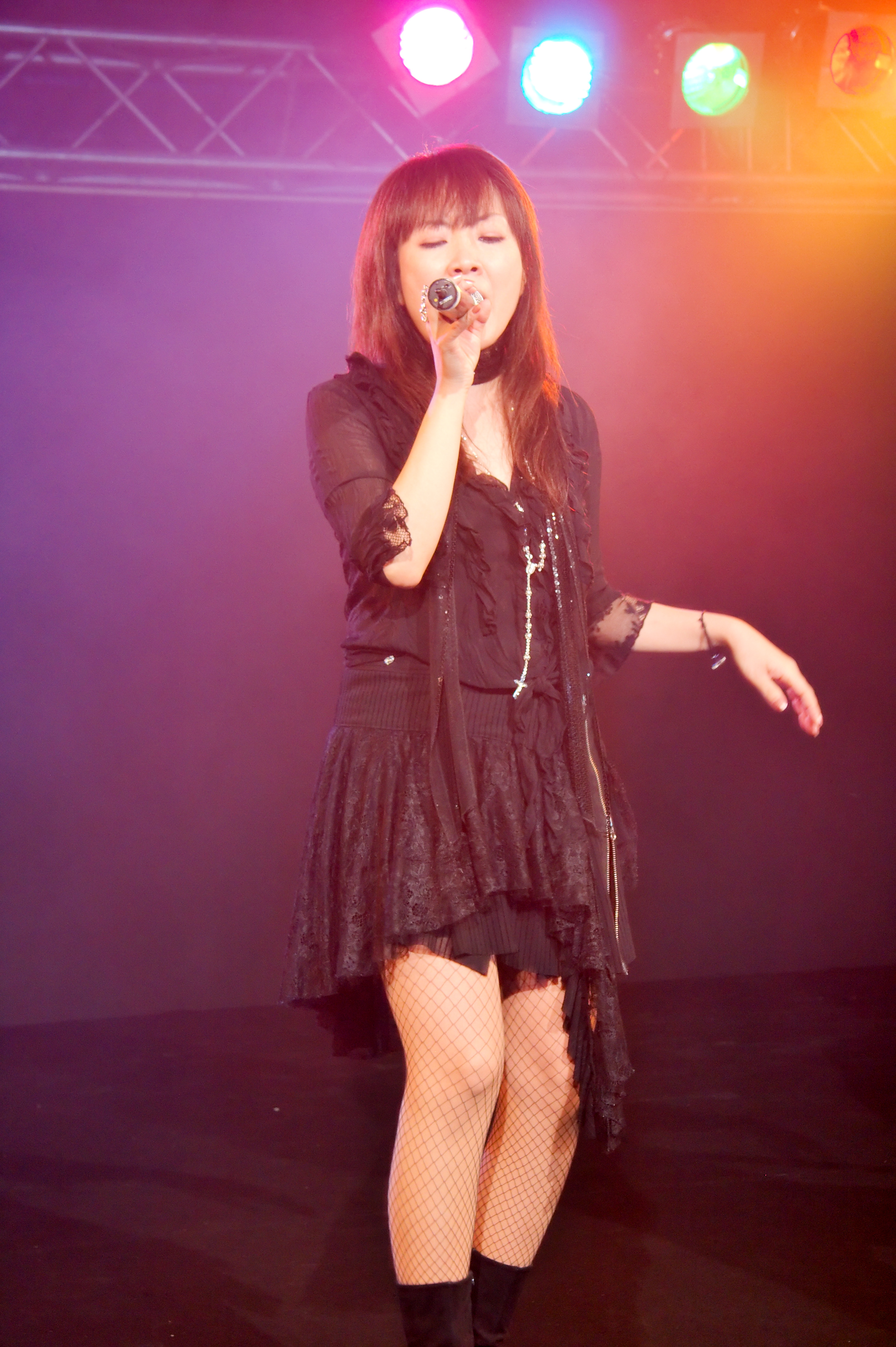
Masami Okui